# Jinamitra
Jinamitra est un pandita indien qui s'est rendu à Samye au Tibet, à l'époque de Trisong Detsen, au VIIIe siècle de notre ère. Jinamitra a travaillé avec Jñānagarbha (en) et Devacandra pour traduire le Mahāyāna Mahāparinirvāṇa Sūtra et était un célèbre traducteur ou lotsawa (en). Il est également connu pour sa traduction du Avataṃsaka sūtra du sanskrit au tibétain.

## Biographie
Jinamitra serait originaire du Cachemire. Il a travaillé au monastère de Samye, sous l'égide du roi tibétain Trisong Detsen.
Il a traduit des textes du Vinaya, dont le Prātimokṣa-sūtra et le Bhikṣuṇī-prātimokṣa-sūtra en collaboration avec Chokro Lui Gyeltsen. Il a traduit 86 sūtras, tels que le Mahāparinirvāṇasūtra, en collaboration avec Jñānagarbha et Devacandra, et l'Aksobhyatathāgatasyavyūhasūtra, avec Surendrabodhi et Yeshe De. Il a collaboré à la traduction de 7 textes dans la section tantra du Kangyur et de dix-neuf dans la section dhāraṇī.
Jinamitra a traduit 51 textes dans le Tengyur, principalement dans les sections Vinaya, Cittamatra, Madhyamaka et Abhidharma. Il s'agit notamment du Śāntideva Śikṣāsamuccaya et des œuvres de Vasubhandu, Nāgārjuna , Asaṅga et Guṇaprabha, ainsi que des œuvres de ses contemporains au Tibet Vimalamitra et Kamalaśīla.
Il aurait été professeur des maîtres indiens Siṃhamukha et Lotsāwa Candra. Ses élèves tibétains comprenaient Kawa Peltsek et Lhalung Pelgyi Dorje.